# Løken
Løken är en tätort i Aurskog-Hølands kommun i Akershus fylke i sydöstra Norge. Orten ligger 13 kilometer sydväst om kommunens centralort Bjørkelangen.
Sedan 2013 räknas bebyggelsen i den närliggande orten Fosser som en del av tätorten Løken.

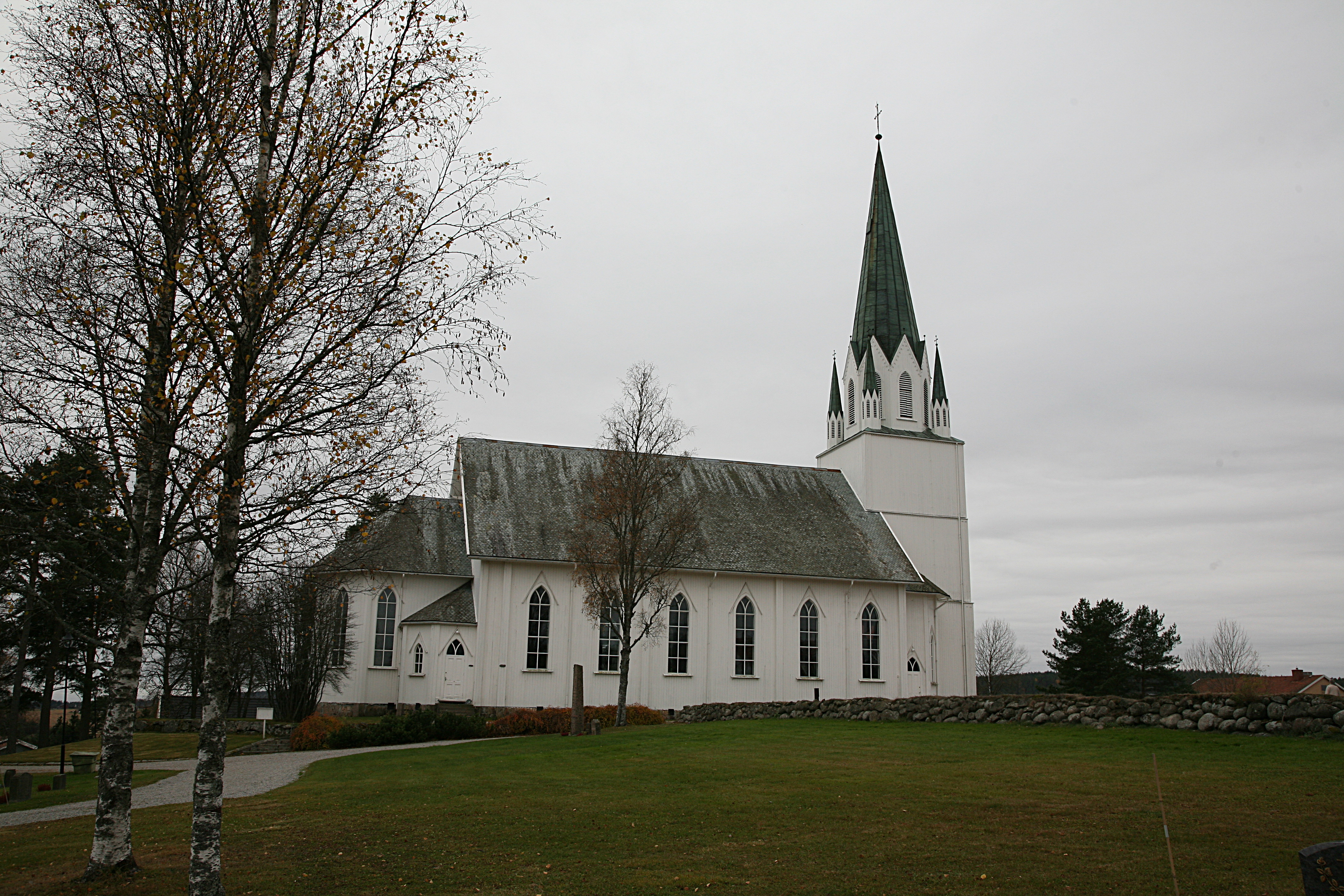
Løkens kyrka.